# Бартова, Даниэла
Да́ниэла Ба́ртова-Брже́чкова (чеш. Daniela Bártová-Břečková; род. 6 мая 1974, Острава) — чешская спортсменка. Участница двух Олимпийских игр. В 1992 году выступала в соревнованиях по спортивной гимнастике, а в 2000 году в прыжках с шестом. Экс-рекордсменка мира и Европы в прыжках в высоту.

## Спортивная биография

### Спортивная гимнастика
В детстве Даниэла Бартова занималась спортивной гимнастикой. Она показывала очень неплохие результаты и к 18 годам уже входила в сборную Чехословакии по гимнастике.
В 1992 году Даниэла приняла участие в летних Олимпийских играх в Барселоне. Бартова не смогла показать хорошие результаты в квалификации и заняла лишь 61-е место в индивидуальном многоборье.

### Прыжки с шестом
После выступления в Барселоне тренеры уговорили Бартову попробовать свои силы в лёгкой атлетике. Чешская спортсменка показывала неплохие результаты на беговой дорожке на дистанциях 100 и 200 метров, но наибольшего успеха Бартовой удалось добиться в прыжках с шестом.
В 1995 году на соревнованиях в Любляне Даниэла установила свой первый мировой рекорд, равнявшийся 4,10 м. В течение всего 4 месяцев Бартова ещё 9 раз обновляла мировой рекорд. К сентябрю 1995 года он уже равнялся 4,22 м. Но уже в ноябре этот рекорд был побит австралийкой Эммой Джордж. Наилучшим результатом в карьере Бартовой стал результат 4,51 м, установленный в 1998 году. Тем не менее, несмотря на обилие рекордов, Даниэле не удавалось удачно выступить на крупнейших международных соревнованиях. Единственная международная медаль (серебряная) в карьере была добыта в 1998 году на чемпионате Европы в помещении, также были 2 победы в рамках командного кубка Европы.
В 2000 году Бартова приняла участие в своих вторых Олимпийских играх. В финале соревнований по прыжкам в высоту Бартова остановилась на высоте 4,50 м. Такой же результат показала и исландская спортсменка Вала Флосадоуттир. Но чешская спортсменка затратила больше попыток на предыдущих высотах и осталась лишь на 4 месте.
В 2001 году 27-летняя Даниэла Бартова из-за проблем с ахиллом приняла решение завершить спортивную карьеру.

## Личная жизнь
Замужем за чешским гребцом участником летних Олимпийских игр 2000 года Яном Бржечкой. В декабре 2002 года у пары родился сын, которого назвали в честь отца Яном.